# Détournement de bateau
Un détournement de bateau est la prise de contrôle d'un bateau par une ou plusieurs personnes exigeant de se rendre dans un endroit donné. Tout comme pour les détournements d'avions, mais plus rares, les détournements de bateaux sont généralement l'œuvre de terroristes armés
À titre d'exemple, on peut citer le détournement du Santa Maria en 1961, destiné à attirer l'attention internationale sur les régimes dictatoriaux de la péninsule ibérique, ou le détournement de l'Achille Lauro en 1985 par des terroristes palestiniens du Front de libération de la Palestine, qui se solda par la mort d'un passager.